# ディネ
ディネ（英語: Dene）は、カナダ北極圏及びタイガに居住し、ナ・ディネ語族の南北アサバスカ語族を話す先住民族、ファースト・ネーションの自称である。「北部アサバスカ諸語」（カナダのインディアン部族）の「ヘアー・インディアン（hare indian）」及び「アラスカとカナダのディネ（先住するインディアン諸部族）」と、「南部アサバスカ諸語」（アメリカのインディアン部族）の「ナバホ族（Diné, Navajo）」及び「アパッチ族（Indé, Apache）」のことを指す。

## 言語
「ディネ」のうち、ヘアー･インディアンの言語は、北西カナダの言語グループの「ナ・ディネ語族」に属する「北部アサバスカ諸語」である。アメリカのナバホ族とアパッチ族の言語は、「南部アサバスカ諸語」である。

## ヘアー・インディアン
「ヘアー・インディアン」（Dene）は、カナダの北西部の極北地帯から南西部にかけて先住するアサバスカ諸語を話す狩猟民である。カナダでは、先住民族はファースト・ネイションと呼ばれる自治共同体を形成しており、ヘアー・インディアンもこのひとつである。「ディネ」は、「流れと大地」を意味する。
この民族については、文化人類学者の原ひろ子が詳細な調査報告を発表している。

### 伝統文化
多数のバンド（集団）に分かれ、ティピーによる平原での狩猟を生業としており、領域にヘラジカなど大型の獲物が少ないことから、ことにカンジキウサギ（ヘアー）を主食としている。冬季には慢性的な飢餓に苦しめられ、人肉食の記録も数多く残されている。エスキモーに似た風俗で、「ヘア・インディアン・ドッグ」という独自犬種を犬ぞりに使役する。カナダ政府の同化政策によって、伝統的な生活は消滅しつつある。

### 支族

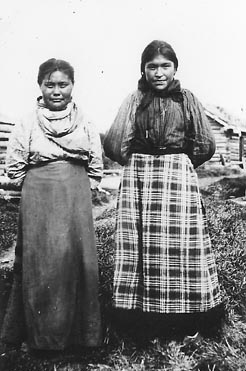
デーチョ川（マッケンジー川）北西域のスレイビー族の少女

ヘアー・インディアンは5つの氏族で構成されている。「チネ」、「チンネ」、「ティネ」はすべて「ディネ」の変形名。
- チペワン族（ディネスリネ）

グレートスレーブ湖畔に先住する。アメリカ・インディアンのチッペワ族とは無関係。
- トリチョ族（Tłı̨chǫ、ドグリブ族）

グレートスレーブ湖とグレートベア湖の中間に先住する。
- イエローナイブス族（英語版）（タツァオチネ族）

グレートスレーブ湖の北に先住する。現在はチペワン族傘下に入っている。
- スレイビー族（英語版）（デーガーゴチンネ、またはデーチョ族）

デーチョ川（マッケンジー川）からグレートスレーブ湖畔南西に先住。
- サーツ族（英語版）（サーツ・ティネ族）

グレートベア湖畔に先住。

## アラスカとカナダのディネ

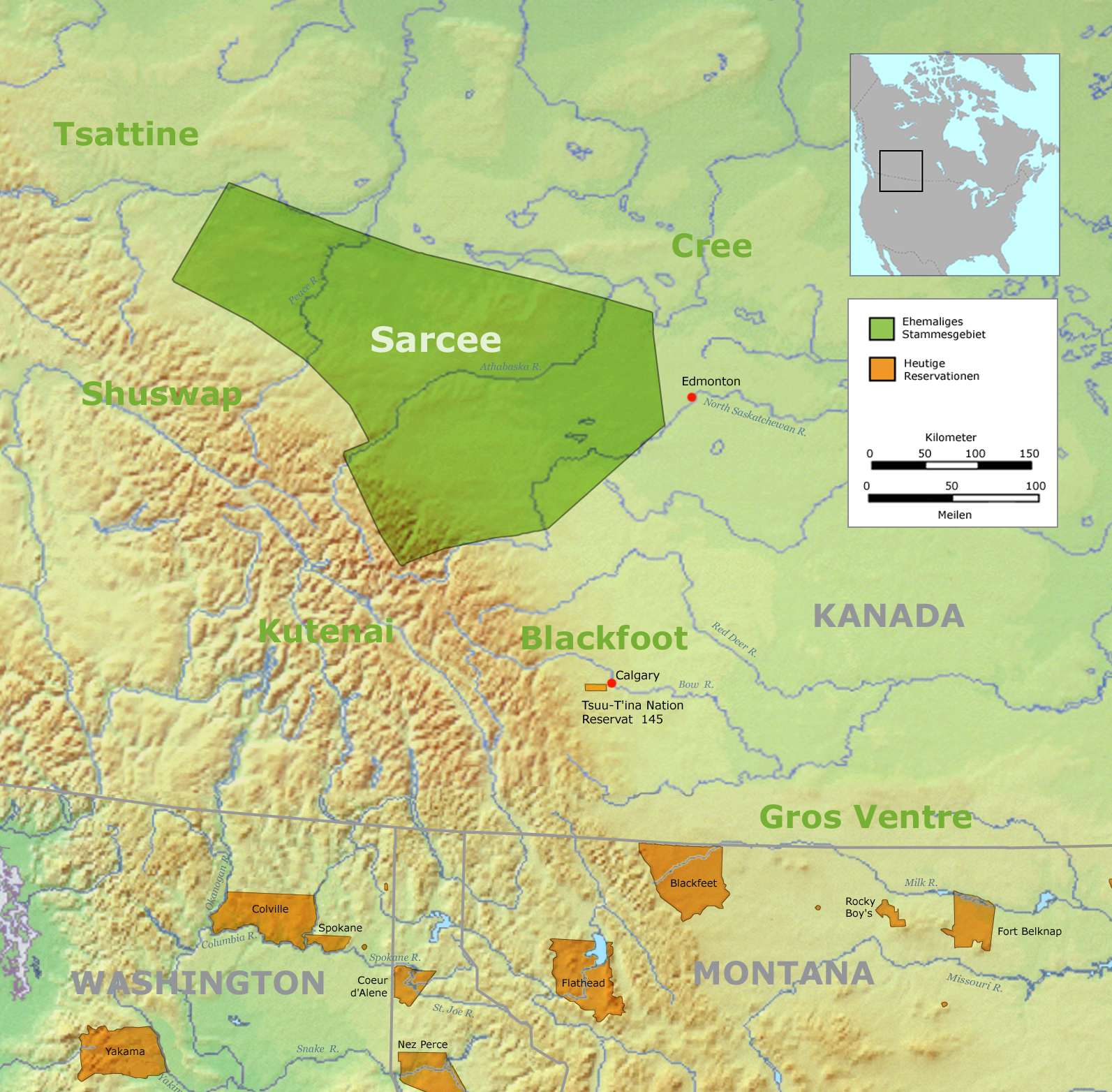
ツー・ツィナ族の保留地

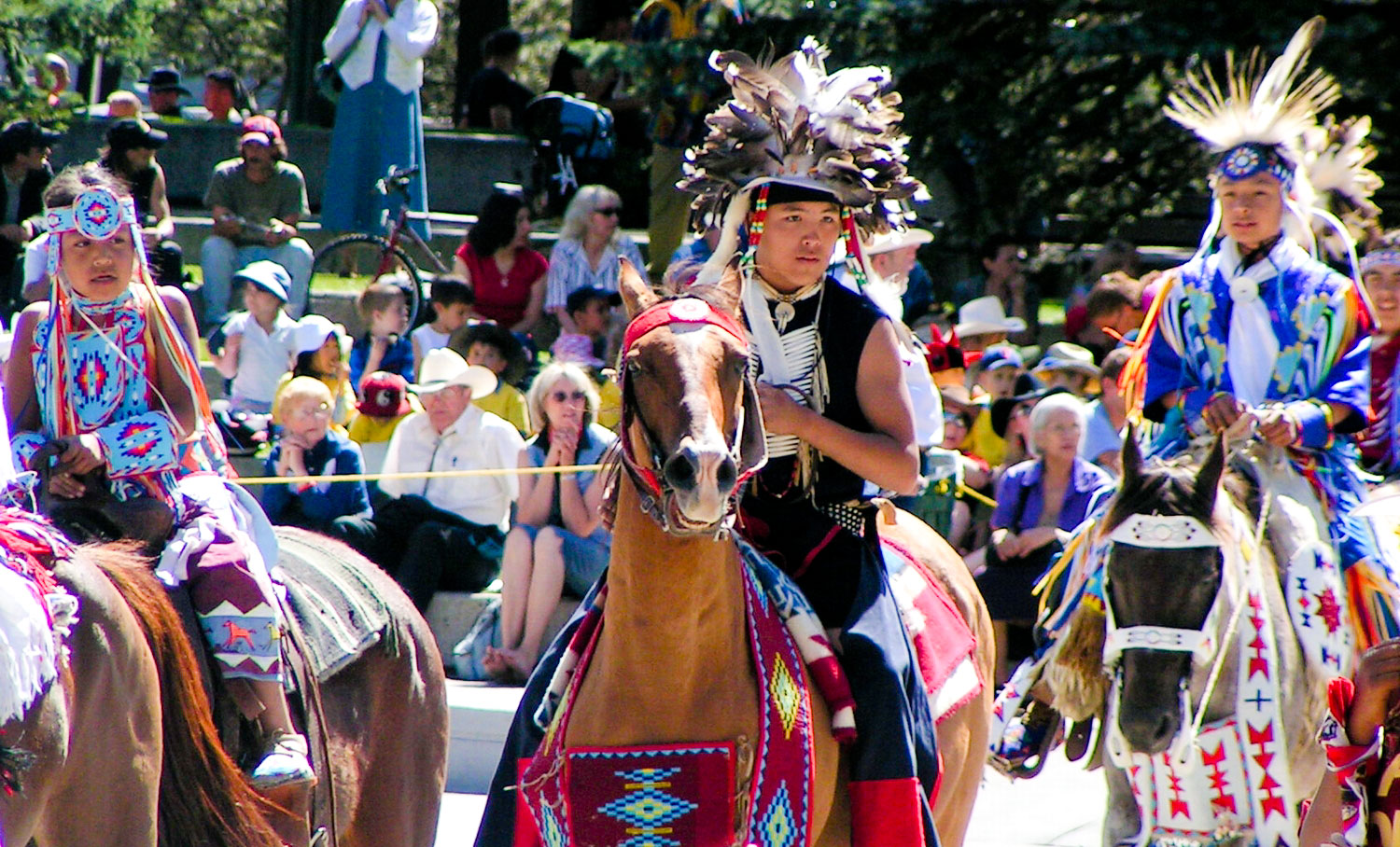
伝統衣装をまとったツー・ツィナ族の子供

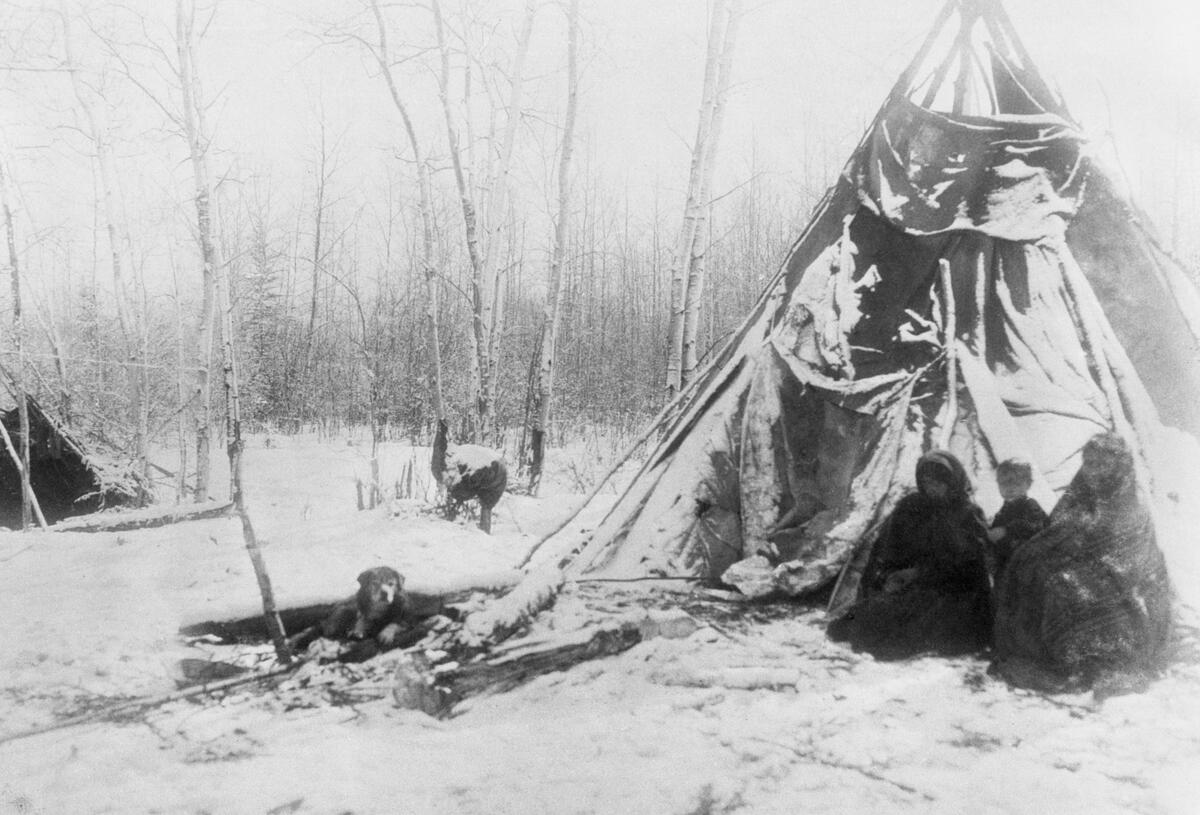
ビーバー・ピープルの「冬のビーバー・ティピー」（1899年）

- ツー・ツィナ族（英語版）（Tsuu T'ina。以前はSarceeと呼ばれた）

カナダとアメリカ合衆国に先住するブラックフット族のひとつ。「サーシー族」。
- ダケル族

「キャリアー・インディアン」とも呼ばれる、ブリティッシュ・コロンビアの先住民族。
- チルゴチン族

ブリティッシュ・コロンビアの先住民族。
- タールタン族（英語版）（ナハンニ族）

ブリティッシュ・コロンビアの先住民族。「ダネザア族」、「ビーバー・ピープル」に属する。
- カスカ族（英語版）（カスカ・ディナ族）

ブリティッシュ・コロンビアの先住民族族。
- グウィッチン族

アラスカ・カナダ西海岸の先住民族。
- タナナ族（Tanana）

アラスカ・カナダ西海岸の先住民族。
その他

## 遺伝子
ディネにはアメリカ先住民に広く高頻度のハプログループQ (Y染色体)に加え、ハプログループC2 (Y染色体)も最大42%みられる。